# Ріосентро
Ріосе́нтро або Ріосе́нтру (порт. Riocentro; МФА: [ˈʁi.u.sẽ.tɾu]; південно-бразильська вимова [ˈʁi.u.ˈsẽ.tɾo]) — виставочний і конференц-центр у Ріо-де-Жанейро. Збудований у 1977 році, він є найбільшим виставочним центром у Латинській Америці.

## Визначні події
30 квітня 1981 р. під час першотравневого концерту, у Ріосентро відбувся теракт, вчинений прибічниками жорсткої лінії бразильського диктаторського режиму (1964—1985). Безпосередніми винуватцями двох вибухів були сержант Гільерме Перейра ду Розаріу (Guilherme Pereira do Rosário) й капітан Вілсон Діаш Мачаду (Wilson Dias Machado). Близько 9 години вечора одна з бомб вибухнула прямо на колінах Розаріу, вбивши його на місці й важко поранивши Мачаду. Другий вибуховий пристрій спрацював у кількох милях — на електростанції, що постачала енергію до Ріосентро. Бомба, кинута через огорожу, вибухнула на поверхні землі, при цьому силові установки залишилися непошкодженими й електропостачання не переривалося. Уряд звинуватив у теракті радикалів з лівого крила, проте, вже тоді це припущення не отримало підтримки. Зараз існують свідчення, що теракт був спланований прихильниками жорсткої політики в уряді, щоб переконати поміркованих членів в активності лівих бойовиків, отже, у необхідності нової хвилі політичних репресій. Цей випадок ознаменував занепад військового режиму в Бразилії, що повалився чотири роки по тому.
У 1992 році Ріосентро прийняв «Саміт Землі», що проводила ООН.

## Спортивні заходи
У 2007 кілька павільйонів Ріосентро прийняли змагання в межах Панамериканських ігор. Коли Бразилія подала заявку на прийняття Олімпійських ігор 2016 (виграну в жовтні 2009), чотири з шести павільйонів були запропоновані як місце проведення олімпійських змагань. Протягом чемпіонату Кубку Світу ФІФА 2014 Ріосентро слугував місцем розміщення Міжнародного Центру Радіомовлення (ІБС).
Під час Олімпіади 2016 у Ріосентро пройшли:
- Павільйон № 2 — змагання з боксу
- Павільйон № 3 — Олімпійські й Паралімпійські турніри з настільного тенісу
- Павільйон № 4 — змагання з бадмінтону
- Павільйон № 6 — Олімпійські й Паралімпійські змагання з пауерліфтингу.